# 15ミニッツ
『15ミニッツ』（フィフティーン・ミニッツ、15 Minutes）は、2001年制作のアメリカ合衆国のサスペンス・アクション映画。
アメリカにおける犯罪とメディアの関係を描いた作品で、ロバート・デ・ニーロ演じる主人公が途中で殺されてしまうという意外な展開が話題となった。
タイトルの由来は、アンディ・ウォーホルの言葉「15分で誰でも有名人になれるだろう（In 15 minutes everybody will be famous.）」から。

## あらすじ
ニューヨーク市警察殺人課の刑事エディ・フレミングは、数々の大事件を解決し、その度にマスコミに登場し英雄扱いされる有名刑事である。ニュース番組「トップ・ストーリー」のアンカーマン、ロバート・ホーキンスも、そういう事件を報道して視聴率を稼いできたひとりである。
ある日、チェコ人とロシア人の2人組による凶悪な犯罪が起こる。エディは捜査に同行したいという若手消防署員ジョーディと共に事件を追うが、エディは2人に捕まり、殺害されてしまう。ロバートはエディの殺害シーンを撮影したビデオテープを2人から買い取り、自分の番組で放送するのだった。
しかし犯人たちはビデオの代金分配で仲違いして、殺し合いになる。逃亡のため人質を取った犯人の前に現れたジョーディは、一瞬の隙をついてエディの仇を討つ。そして自分と組んで有名になろうと持ちかけるロバートを殴りつけ、ジョーディは現場を去る。
最後にロバートは何事もなかったかのようにカメラの前に立ち、犯人が殺された事で正義が為されたと視聴者たちに語るのだった。

## 登場人物
エディ・フレミング
演 - ロバート・デ・ニーロ
ニューヨーク市警察殺人課の刑事。街の中で発砲する荒唐無稽な面もある。途中でエミルたちに捕まるが、それでも果敢に立ち向かったものの敗北して死亡してしまう。
ジョーディ・ウォーソー
演 - エドワード・バーンズ
若手消防員。親がポーランド人。警官と同じ権限を持つ放火調査官。職務には忠実だが、その分、他の事を疎かにすることがある。事件のショックで弱っていたダフネには親身に接している。
ロバート・ホーキンス
演 - ケルシー・グラマー
ニュース番組「トップ・ストーリー」のアンカーマン。番組には視聴者を楽しませる目的から過激な内容を求める傾向がある。
レオン・ジャクソン
演 - エイヴリー・ブルックス
刑事。
ニコレット・カラス
演 - メリーナ・カナカレデス
女性リポーター。愛称はニッキー。カルロス夫妻が殺害された事件のリポートを担当する。エディの恋人。
エミル・スロヴァク
演 - カレル・ローデン
チェコ人の犯罪者。普段は冷静で頭も切れるが俗にいう、キレると何をしでかすか分からない性格で当人も自覚している。
オレグ・ラズグ
演 - オレッグ・タクタロフ
ロシア人の犯罪者。エミルの相棒。女性には目がない。撮影を趣味としているが、注意力散漫でどういうときでも撮影をしたがることからエミルを呆れさせている。また、矛盾した発言を堂々とするなど空気が読めない。
ダフネ・ハンドロヴァ
演 - ヴェラ・ファーミガ
ミロスとダミナの知人。スロバキア出身。カルロフ夫妻を殺害したエミルとオレグの犯行を目撃する。妹がおり、妹が警官にレイプされて、その警官をダフネが撃った過去があり、これらの経緯から警察を信用していない。
ボビー・コーフィン
演 - ジョン・ディレスタ
警官。カルロフ夫妻の殺人事件に携わる。
デクラン・ダフィ
演 - ジェームズ・ハンディ
消防署長。ジョーディと反りが合わない。
トミー・カレン
演 - ダリウス・マクラリー
刑事。
ミロス・カルロフ
演 - ウラジミール・マシコフ
市内のアパートに住む男性。実はエミルとオルグの元仲間。分け前で揉めて妻もろともエミルとオルグに殺害される。
カサンドラ
演 - キム・キャトラル
TV制作会社の重役。世間の評判を気にしており保身的。
タミナ・カルロフ
ミロスの妻。エミルとオルグに殺害される。
ローズ・ハーン
演 - シャーリーズ・セロン
情婦の店の一員。ダフネとも知り合い。同僚が殺害された事件のことで事情聴取を受ける。
ルードヴィック
ダフネの仕事場の上司。

## キャスト
| 役名                     | 俳優                       | 日本語吹替 | 日本語吹替   |
| 役名                     | 俳優                       | ソフト版   | 日本テレビ版 |
| ------------------------ | -------------------------- | ---------- | ------------ |
| エディ・フレミング       | ロバート・デ・ニーロ       | 池田勝     | 磯部勉       |
| ジョーディ・ウォーソー   | エドワード・バーンズ       | 家中宏     | 井上和彦     |
| ロバート・ホーキンス     | ケルシー・グラマー         | 掛川裕彦   | 小川真司     |
| レオン・ジャクソン       | エイヴリー・ブルックス     | 廣田行生   | 手塚秀彰     |
| ニコレット・カラス       | メリーナ・カナカレデス     | 山像かおり | 野沢由香里   |
| エミル・スロヴァク       | カレル・ローデン           | 内田直哉   | 清水明彦     |
| オレグ・ラズグル         | オレッグ・タクタロフ       | 天田益男   | 西凜太朗     |
| ダフネ・ハンドロヴァ     | ヴェラ・ファーミガ         | 折笠愛     | 三石琴乃     |
| ボビー・コーフィン       | ジョン・ディレスタ         | 木村雅史   | 遠藤純一     |
| デクラン・ダフィ消防署長 | ジェームズ・ハンディ       | 小島敏彦   | 青野武       |
| トミー・カレン刑事       | ダリウス・マクラリー       | 三宅健太   | 楠大典       |
| ブルース・カトラー       | 本人                       | 西村知道   | 楠見尚己     |
| ローズ・ハーン           | シャーリーズ・セロン       | 堀江真理子 |              |
| カサンドラ               | キム・キャトラル           |            | 小宮和枝     |
| セントラル・パークの強盗 | デヴィッド・アラン・グリア | 川村拓央   | 高木渉       |
| ミロス・カルロフ         | ウラジミール・マシコフ     | 星野充昭   |              |
| マーフィー（マーフ）     | スティーブン・デイビス     | 川村拓央   | 田原アルノ   |
| 火災現場の少年           | アントン・イェルチン       |            |              |

- 日本テレビ版：初回放送2003年11月28日 『金曜ロードショー』 21:03-23:14
- 当初は11月14日放送予定であったが、日本テレビで視聴率買収事件が発覚した影響で『パーフェクト・ストーム』に差し替えられ、2週間延期となった。